# Monastère des cordeliers de Champaigue
Le couvent des Cordeliers de Champaigue (aussi appelé Champègue ou Chamaigue) était un petit prieuré, situé à environ un kilomètre au nord-est à l'extérieur de Souvigny (Allier), qui était, avec le monastère bénédictin de Souvigny, la nécropole préférée des seigneurs de Bourbon en dehors de Paris.

## Histoire
Le couvent a été fondé en 1245 par les franciscains sur un terrain qu'Archambault IX mis à disposition au nom des Bourbons. Le couvent est toujours resté une institution modeste, dans laquelle la communauté de religieux ne fut pas supérieure à neuf moines. Les seigneurs de Bourbon ont utilisé l'endroit pour s'y retirer, y prier, et certains d'entre eux y furent inhumés.
Louis Ier, duc de Bourbon (1279-1341), réorganise la nécropole de Champaigue à partir de 1320 afin de souligner sa présence dans le Bourbonnais après le changement de famille régnante. Il commande des tombes pour sa grand-mère Agnès de Dampierre, dame de Bourbon, sa mère Béatrice et deux de ses enfants et les fait enterrer dans le chœur afin d'établir une continuité entre la maison de Dampierre et les Bourbons capétiens.
Les bâtiments ont été détruits pendant le Directoire et ils ont été remplacés par une exploitation agricole. Le tombeau de l'épouse du duc Louis a été redécouvert dans un champ par un fermier au début du XXe siècle et se trouve exposé aujourd'hui au musée du Pays de Souvigny à Souvigny.

## Nécropole
La chapelle aurait abrité au moins cinq tombeaux.
Les personnes suivantes ont été inhumées à Champaigue :
- Agnès de Dampierre († 1288), fille d'Archambault IX, épouse de Jean de Bourgogne (1231–1268).
- Béatrice de Bourbon (1257/58–1310), fille d'Agnès de Bourbon et Jean de Bourgogne.
- Marie de Hainaut († 1354), épouse du duc Louis Ier[3].
- Guy III de Dampierre († 1216/1275), frère d'Archambaud VIII, seigneur de Saint-Just[4].

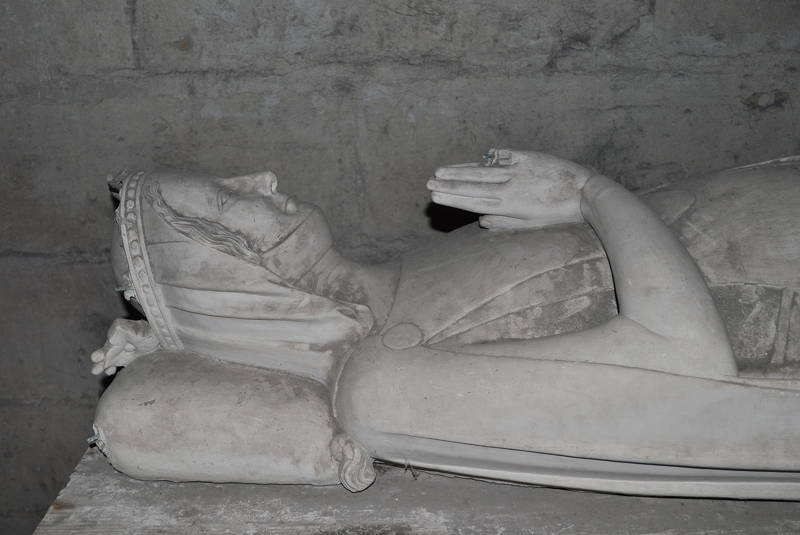
Gisant de Béatrice de Bourbon.